# Corinne (Virginia Occidental)
Corinne es un lugar designado por el censo (en inglés, census-designated place, CDP) situado en el condado de Wyoming, Virginia Occidental, Estados Unidos. Según el censo de 2020, tiene una población de 318 habitantes.

## Geografía
La localidad está ubicada en las coordenadas 37°34′6″N 81°21′48″O / 37.56833, -81.36333 (37.568331, -81.363471). Según la Oficina del Censo, tiene una superficie total de 1.03 km², de los cuales 0.96 km² corresponden a tierra firme y 0.07 km² están cubiertos por agua.

## Demografía
Según el censo de 2020, hay 318 personas residiendo en la localidad. La densidad de población es de 330 hab./km². El 97.8% de los habitantes son blancos, el 0.3% es asiático, el 0.3% es de otra raza y el 1.6% son de una mezcla de razas. Del total de la población, el 0.6% son hispanos o latinos de cualquier raza.